# Paradamoetas fontanus
Paradamoetas fontanus is een spinnensoort in de taxonomische indeling van de springspinnen (Salticidae).
Het dier behoort tot het geslacht Paradamoetas. De wetenschappelijke naam van de soort werd voor het eerst geldig gepubliceerd in 1951 door Herbert Walter Levi.